# Frederik Willem II van Hessen-Kassel

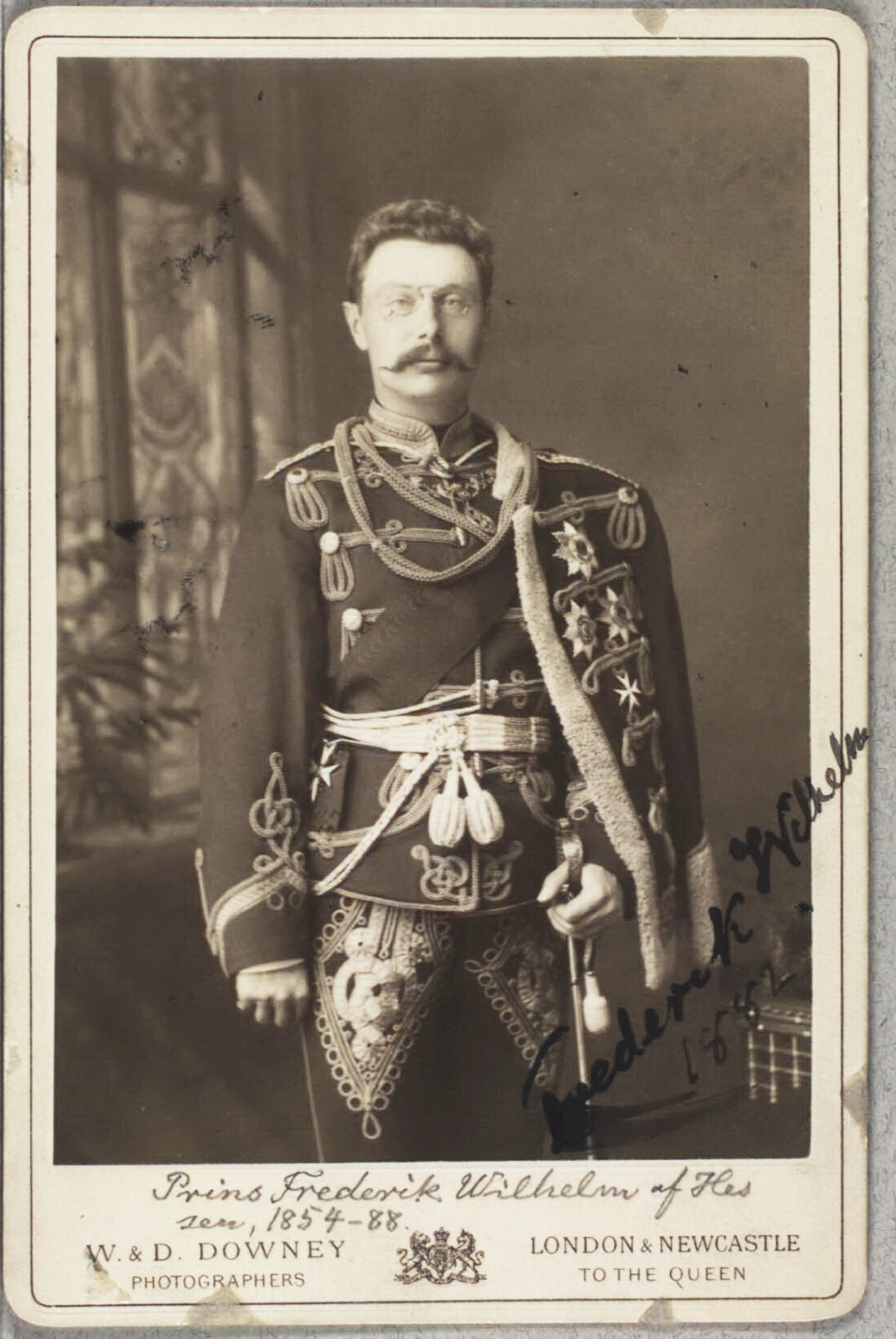
Frederik Willem II van Hessen-Kassel

Frederik Willem Nicolaas Karel van Hessen Kassel (Kopenhagen, 15 oktober 1854 – tussen Jakarta en Singapore, 14 oktober 1888) was een prins en landgraaf uit het Huis Hessen-Kassel.
Hij was de oudste zoon van Frederik van Hessen-Kassel en diens tweede echtgenote Anna van Pruisen. 
Hij groeide op in Denemarken en volgde in 1884 zijn vader op als landgraaf van Hessen. Vier jaar later sloeg hij overboord toen hij onderweg was van Batavia naar Singapore en verdronk. Hij was niet getrouwd en liet geen kinderen na.